# Đồng Xuân (xã)
Đồng Xuân là một xã thuộc tỉnh  Đắk Lắk, Việt Nam.
Xã Đồng Xuân được thành lập ngày 16 tháng 6 năm 2025 theo Nghị quyết số 1656/NQ-UBTVQH15  của Ủy ban Thường vụ Quốc hội  trên cơ sở sáp nhập  toàn bộ diện tích tự nhiên, quy mô dân số của thị trấn La Hai và các xã Xuân Sơn Nam, Xuân Sơn Bắc, Xuân Long, Xuân Quang 2, huyện Đồng Xuân, tỉnh Phú Yên . Xã này chính thức hoạt động từ ngày 01 tháng 7 năm 2025.